# Святий поцілунок

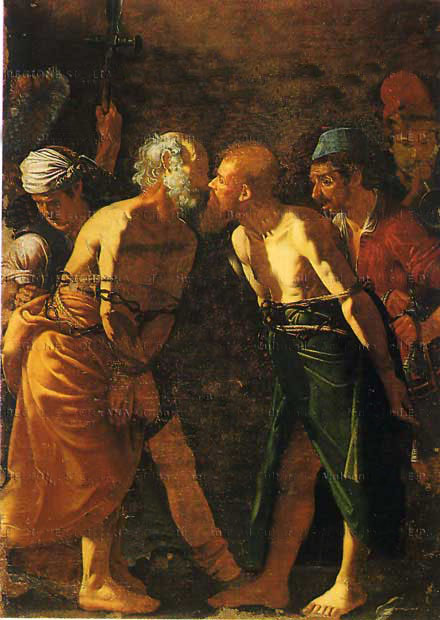
Прощання святих Петра і Павла, що зображує апостолів, що цілуються один з одним перед своєю мученицькою смертю. (Алонсо Родрігес, 16 століття, Регіональний музей Мессіни).

Святий поцілунок — давнє традиційне християнське вітання, яке також називають поцілунком миру або поцілунком милосердя, а іноді й «братнім поцілунком» (серед чоловіків) або «сестринським поцілунком» (серед жінок). Такі вітання означають побажання та благословення миру з одержувачем, і, окрім їхнього спонтанного використання, вони мають певні ритуалізовані або формалізовані способи використання, давно усталені в християнській літургії.
У Новому Завіті християнської Біблії наказ віруючим вітати один одного святим поцілунком дається у п'яти місцях Нового Завіту. Ранній християнський апологет Тертулліан писав, що перед тим, як вийти з дому, християни повинні цілувати його святим поцілунком і говорити «мир цьому дому». Апостольські постанови також проголошували: «Тоді нехай чоловіки окремо, а жінки окремо, вітають одне одного цілуванням у Господі».
Серед консервативних анабаптистів, таких як консервативні церкви менонітів та церква братів Данкарда, святий поцілунок вважається церковним обрядом. Таким чином, конфесії консервативного анабаптизму дотримуються практики святого поцілунку. Інші конфесії (такі як Римо-католицька церква та Лютеранські церкви) використовують різні форми вітання для досягнення еквівалентних цілей; до них належать поцілунки, рукостискання, жести або обійми, будь-який з яких можна назвати знаком миру.

## Історія

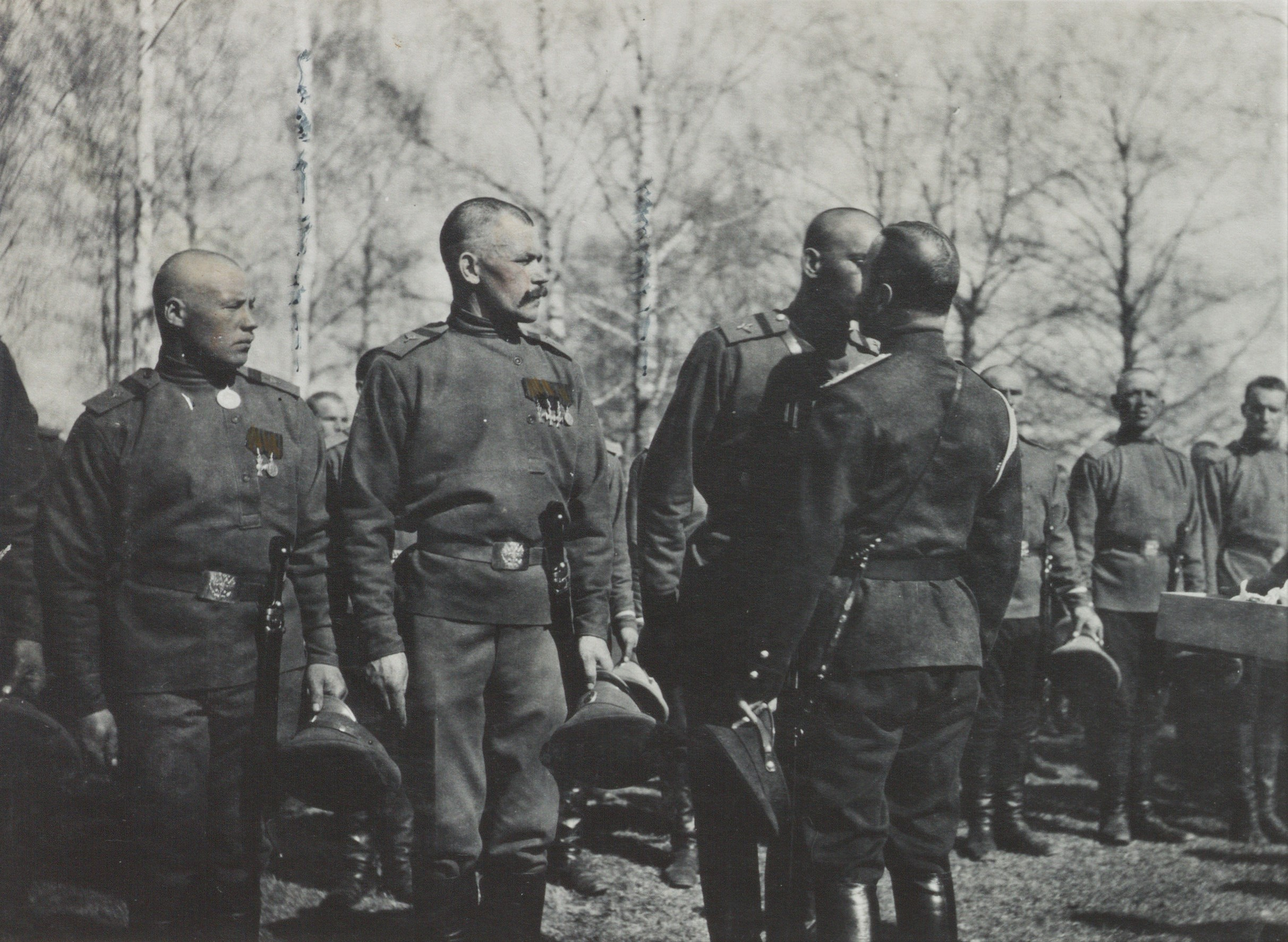
Російський цар Микола II цілує солдата по-братськи, 1916 рік.

У стародавньому східному Середземномор'ї був поширений звичай, коли чоловіки вітали один одного поцілунком. Це також був звичай у стародавній Юдеї, і його практикували також християни. Однак посилання на святий поцілунок у Новому Завіті (дав.-гр. ἐν ἁγίω φιλήματι, en hagio philemati) і поцілунок любові (ἐν φιλήματι ἀγάπης) змінив характер акту за межі вітання; більше того, у ранній Церкві «словесний обмін «миром» поцілунком, здається, є християнським нововведенням, оскільки в дохристиянській літературі немає чіткого прикладу цього». Таким чином, святий поцілунок сприймався як біблійне вчення, а не як культурна традиція. Такий поцілунок згадується п'ять разів у заключній частині послань Нового Завіту:
- Послання до Римлян 16:16[6] — «Вітайте один одного святим поцілунком» (грец. ἀσπάσασθε ἀσπάσασθε ἀλλήλους ἐν φιλήματι ἁγίῳ ἐν φιλήματι ἁγίῳ ).
- 1-ше послання до Коринтян 16:20[7] — «Вітайте один одного святим поцілунком» (грец. ἀσπάσασθε ἀσπάσασθε ἀλλήλους ἐν φιλήματι ἁγίῳ ἐν φιλήματι ἁγίῳ ).
- 2-ге послання до Коринтян 13:12[8] — «Вітайте один одного святим поцілунком» (грец. ἀσπάσασθε ἀσπάσασθε ἀλλήλους ἐν ἁγίῳ φιλήματι ἐν ἁγίῳ φιλήματι ).
- 1-ше послання до Солунян 5:26[9] — «Привітайте всіх братів святим поцілунком» (грец. ἀσπάσασθε τοὺς ἀδελφοὺς πάντας ἐν φιλήματι ἁγίῳ ).
- 1-ше послання Петра 5:14[10] — «Вітайте один одного поцілунком любові» (грец. ἀσπάσασθε ἀλλήλους ἐν φιλήματι ἀγάπης ἐν φιλήματι ἀγάπης ).

Ранній християнський апологет Тертулліан писав, що перед тим, як вийти з дому, християни повинні цілувати його святим поцілунком і говорити «мир цьому дому». Юстин Мученик, Оріген та Кипріан також засвідчили практику святого поцілунку серед християн.
Хоча це практикувалося і поза церквою, оскільки вищезгадані послання були адресовані християнським громадам, практика святого поцілунку була особливо актуальною у спільному богослужінні. Зазначалося, що ці згадки про святий поцілунок знаходяться в кінці цих послань, що вказує на те, «що поцілунок здійснювався разом із благословеннями після завершення богослужінь», хоча незабаром він «став пов’язаним з Євхаристією», і таким чином «його місце під час богослужіння перемістилося вперед у часі до святкування Причастя». Святий поцілунок вважався невід’ємною частиною підготовки до участі в Євхаристії:
Мир, примирення та єдність становили саму суть життя Церкви; без них причастя було б фікцією. Дарований Духом і пережитий у молитві, їхнім літургійним вираженням, що вказував на Євхаристію, був святий поцілунок.
Для ранніх християн святий поцілунок «асоціювався з миром і єдністю, дарованими Святим Духом громаді».
У творах ранніх отців церкви йдеться про святий поцілунок, який вони називають «знаком миру», що вже був частиною євхаристійної літургії, відбуваючись після молитви Господньої в римському обряді та обрядах, безпосередньо похідних від нього. Наприклад, святий Августин говорить про це в одній зі своїх Великодніх проповідей:
Потім, після освячення Святої Жертви Божої, оскільки Він побажав, щоб ми також були Його жертвою, що було ясно, коли вперше було встановлено Святу Жертву, і оскільки ця Жертва є знаком того, чим ми є, ось, коли Жертва закінчена, ми промовляємо молитву «Отче наш», яку ви отримали і прочитали. Після цього промовляється «Мир вам», і християни обіймають один одного святим поцілунком. Це знак миру; як вказують уста, нехай буде мир у вашій совісті, тобто, коли ваші уста наближаються до уст брата, нехай ваше серце не віддаляється від його серця. Отже, це великі і сильні таїнства.
Проповідь 227 Августина лише одне з кількох ранньохристиянських першоджерел, як текстових, так і іконографічних (тобто у творах мистецтва), які надають чіткі докази того, що «поцілунок миру», який практикувався в християнській літургії, протягом перших кількох століть був звичайним обміном не в щоку, а в уста (зауважте, що чоловіки були відокремлені від жінок під час літургії), оскільки, як показують першоджерела, саме так, на думку ранніх християн, Христос і його послідовники обмінювалися поцілунками. Наприклад, латинський священик-поет Седулій у своїх «Пасхальних карменах» (бл. 425-50 рр.) засуджує Юду та його зраду Христа за допомогою поцілунку: «І ти, очолюючи цей святотатський натовп із грізними мечами та шипами, притискаєш свої уста до його уст, і вливаєш свою отруту в його мед?».
Поцілунок миру був відомий у грецькій мові з давніх-давен як eirḗnē (εἰρήνη, «мир», який перетворився на pax латиною та «мир» англійською). Джерелом вітання миру, ймовірно, є поширене єврейське вітання shalom ; а вітання «Мир вам» також є переклад єврейського shalom aleichem. У Євангеліях Ісус використовував обидва вітання – наприклад, Луки 24:36; Івана 20:21, Івана 20:26. Латинський термін, що перекладається як «знак миру», — це просто pax («мир»), а не signum pacis («знак миру») ні osculum pacis («поцілунок миру»). Отже, запрошення диякона, або за його відсутності священика: «Передайте один одному знак миру», латинською мовою звучить так: Offerte vobis pacem.
З самого початку, щоб запобігти будь-якому зловживанню цією формою вітання, жінки та чоловіки повинні були сидіти окремо, а поцілунок миру дарували лише жінки жінкам і чоловіки чоловікам, із закритими ротами.
Святий поцілунок вважався ритуалом, у якому брали участь лише охрещені християни, а катехуменів та нехристиян таким чином не вітали. Апостольська традиція уточнює стосовно катехуменів: «Коли вони помоляться, нехай не дають цілування миру, бо їхнє цілування ще не святе».

## У Церкві
Практика знаку миру залишається частиною богослужіння в традиційних церквах, включаючи Римсько-католицьку церкву, східні католицькі церкви, східні православні церкви, орієнтальні православні церкви, Церкву Сходу; Лютеранську церкву, англіканську церкву, а також серед духовних християн, де її часто називають «поцілунком миру», «знаком миру», «святим поцілунком» або просто «мир» чи «pax».

### Православ'я
У Східній Православній Церкві на Божественній літургії святого Івана Златоуста обмін миром відбувається посередині служби, коли читання Святого Письма завершені, а євхаристійні молитви ще попереду. Священик оголошує: «Любімо один одного, щоб однодушно сповідувати…», а люди завершують речення словами: «Отче, Сину і Святий Духу, Трійцю єдиносущну і нероздільну». У цей момент духовенство біля вівтаря обмінюється поцілунком миру, а в деяких церквах також і миряни (цей звичай знову вводиться, але він не є повсюдним). Відразу після миру диякон вигукує: «Двері! Двері!»; у давнину катехумени та інші нечлени церкви в цей момент йшли, і двері за ними зачинялися. Після цього віряни читають Нікейський символ віри.
У східній православній літургії поцілунок миру є підготовкою до Символу віри: «Любімо один одного, щоб сповідувати [...] Трійця».
У перші століття поцілунок миру обмінювався між духовенством: духовенство цілувало єпископа, миряни цілували мирян, а жінки цілували жінок, згідно з Апостольськими постановами. Сьогодні священики, що співслужать, обмінюються поцілунком любові. Так було століттями. У кількох православних єпархіях світу протягом останніх кількох десятиліть було зроблено спроби відновити поцілунок миру між мирянами, зазвичай у вигляді рукостискання, обіймів або поцілунку в щоку.
Іншим прикладом обміну миром є те, коли під час Божественної Літургії священик проголошує людям: «Мир усім», а вони відповідають: «І з Духом вашим». Більше прикладів цієї практики можна знайти у східному православ'ї, але це найяскравіші приклади.

### Католицтво
У Католицькій Церкві зараз використовується не термін «поцілунок миру», а «знак миру» або «обряд миру». У Загальному вказівці Римського Місалу зазначено: «Далі йде Обряд миру, яким Церква благає миру та єдності для себе та для всієї людської родини, а вірні висловлюють одне одному свою церковну єдність та взаємну любов перед тим, як причастяться в Таїнстві». Священик промовляє або співає: «Мир Господній нехай завжди буде з вами», на що люди відповідають: «І з духом вашим». Потім, як зазначено в Римському Місалі, «якщо доречно, диякон або священик додає: «Подаруймо один одному знак миру»».
У Римському обряді його ставлять після «Отче наш» і перед «Fractio Panis». Навіть у Католицькій церкві існують літургійні обряди (Амвросіанський обряд та Мосарабський обряд), у яких його розміщують після Літургії Слова, перед тим, як на вівтар покладуть дари для освячення. На останнє розміщення впливає рекомендація в Євангелії від Матвія 5:23–24 про пошук примирення з іншим перед завершенням жертвопринесення на жертовнику. Це була практика в самому Римі за часів Юстина Мученика в середині II століття. У III столітті сучасне розміщення було обрано не лише в Римі, а й в інших частинах Заходу, таких як Римська Африка, де святий Августин розумів його як пов'язане з проханням «Прости нам провини наші, як і ми прощаємо винуватцям нашим» у молитві Господній та зі зв'язком між перебуванням у спілкуванні з тілом Христовим, яке розуміється як Церква, та отриманням причастя з тілом Христовим у Євхаристії.
У Римському обряді інструкції щодо знаку миру відрізняються залежно від літургії, що виконується. На Тридентській месі знак миру передається лише на урочистих месах і обмінюється ним лише між духовенством (якщо не були присутні імператори, королі чи князі, і в такому разі вони також отримували вітання за допомогою миру). Його вимовляють, злегка обіймаючи обидві руки зі словами Pax tecum («Мир вам»), спочатку священик, що служить службу, передає її диякону, який, своєю чергою, передає її іподиякону, який, у свою чергу, передає знак будь-якому іншому духовенству, присутньому в хоровому одязі. Також у деяких місцях існував звичай, за яким наречений передавав мир нареченій на шлюбній месі. Однак, на відміну від сучасної форми Римського обряду, ні наречена, ні наречений не передавали мир нікому іншому.
У месі Павла VI знак миру використовується на більшості мес, але не є обов'язковим. Його обмінюють усі присутні без встановленого порядку, окрім того, що «Священик дає знак миру диякону або служителю». Порядок, визначений таким чином: «Доречно, щоб кожен давав знак миру лише тим, хто знаходиться найближче, і тверезий спосіб. Священик може дати знак миру служителям, але завжди залишається у святилищі, щоб не порушувати богослужіння. Він робить так само, якщо з поважної причини бажає поширити знак миру на кількох вірних».
Дикастерія богослужінь і дисципліни таїнств вважає наступні випадки зловживаннями: 
- введення «пісні миру» для супроводу обряду;
- вірні, що йдуть зі своїх місць, щоб обмінятися знаками миру;
- священик, що виходить з вівтаря, щоб дати знак миру деяким вірним;
- висловлення інших почуттів, наприклад, висловлення вітань, найкращих побажань або співчуття серед присутніх на весіллі, похороні чи іншій церемонії.

Жест, за допомогою якого обмінюється знак миру, має визначити місцева єпископська конференція. У деяких країнах, таких як Сполучені Штати, конференція не встановила жодних правил, і зазвичай використовується щоденне рукостискання, тоді як в інших країнах, таких як Індія та Таїланд, рекомендований уклін. У листі Дикастерії богослужінь і дисципліни таїнств від 2014 року конференціям рекомендується обирати жести, які є більш доречними, ніж «знайомі та богохульні жести вітання».